# Dettifoss
Dettifoss är ett 45–48 meter högt vattenfall som ligger i Mývatnområdet på norra Island och i floden Jökulsá á Fjöllum. Det är Islands kraftigaste vattenfall, räknat i mängden vatten, höjd och bredd.

## Beskrivning

### Namn och översikt
Namnet kommer det från det isländska ordet detta – 'falla'. Dettifoss betyder då bokstavligen 'fallvattenfall'.
Dettifoss ligger utefter isälven Jökulsá á Fjöllum, vilken bland annat avvattnar Vatnajökull och rinner rakt norrut mot Islands nordkust. Vattenfallet har en fallhöjd av 48 (alt. 45) meter, och det genomsnittliga vattenflödet är 193 kubikmeter i sekunden. Vattenföringen i kombination med höjd och bredd (100 meter) gör Dettifoss till Islands kraftigste vattenfall, och det omnämns ofta som Europas mäktigaste vattenfall.
Fallets och älvens vattenmängd är till stor del beroende av den säsongsmässiga glaciäravsmältningen. Störst vattenmängd faller utför Dettifoss i augusti.

### Tillgänglighet
De isländska myndigheterna har uppmärksammat det mäktiga vattenfallets värde som sevärdhet, och sedan 2011 kan området runt fallet nås via en nyligen asfalterad väg.

### Dettifoss i kulturen
Musikkompositionen 'Detifoss' (Op.57) av Jón Leifs är inspirerat av det här vattenfallet. 
Dettifoss figurerar också i 2012 års science-fiction-film Prometheus, där den ska föreställa det primitiva, tidiga landskapet på en jordlik planet.

## Bildgalleri

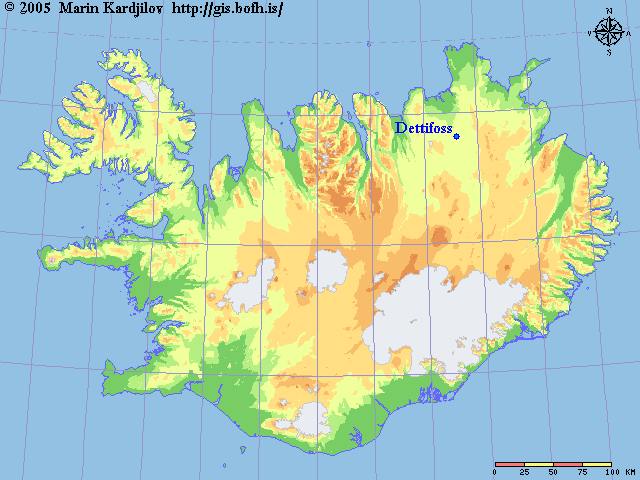
Dettifoss läge på nordöstra Island.
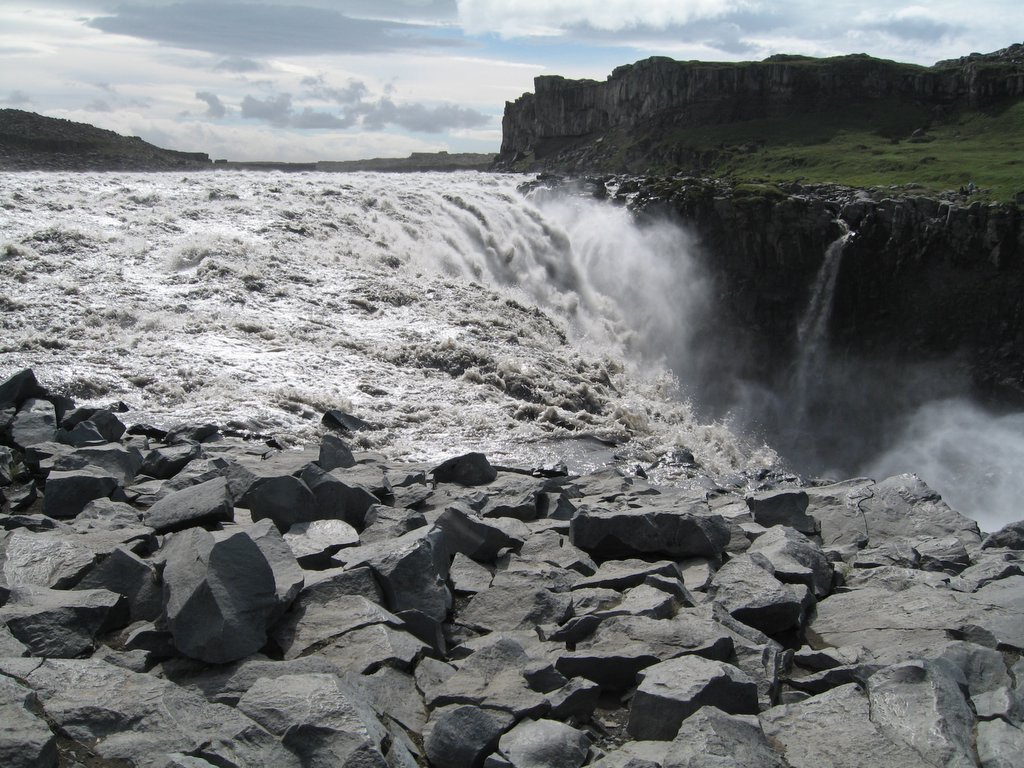
Jökulsá á Fjöllum fram till Dettifoss, juli 2006.
Jökulsá á Fjöllums kanjondal nedanför Dettifoss, juli 1975.
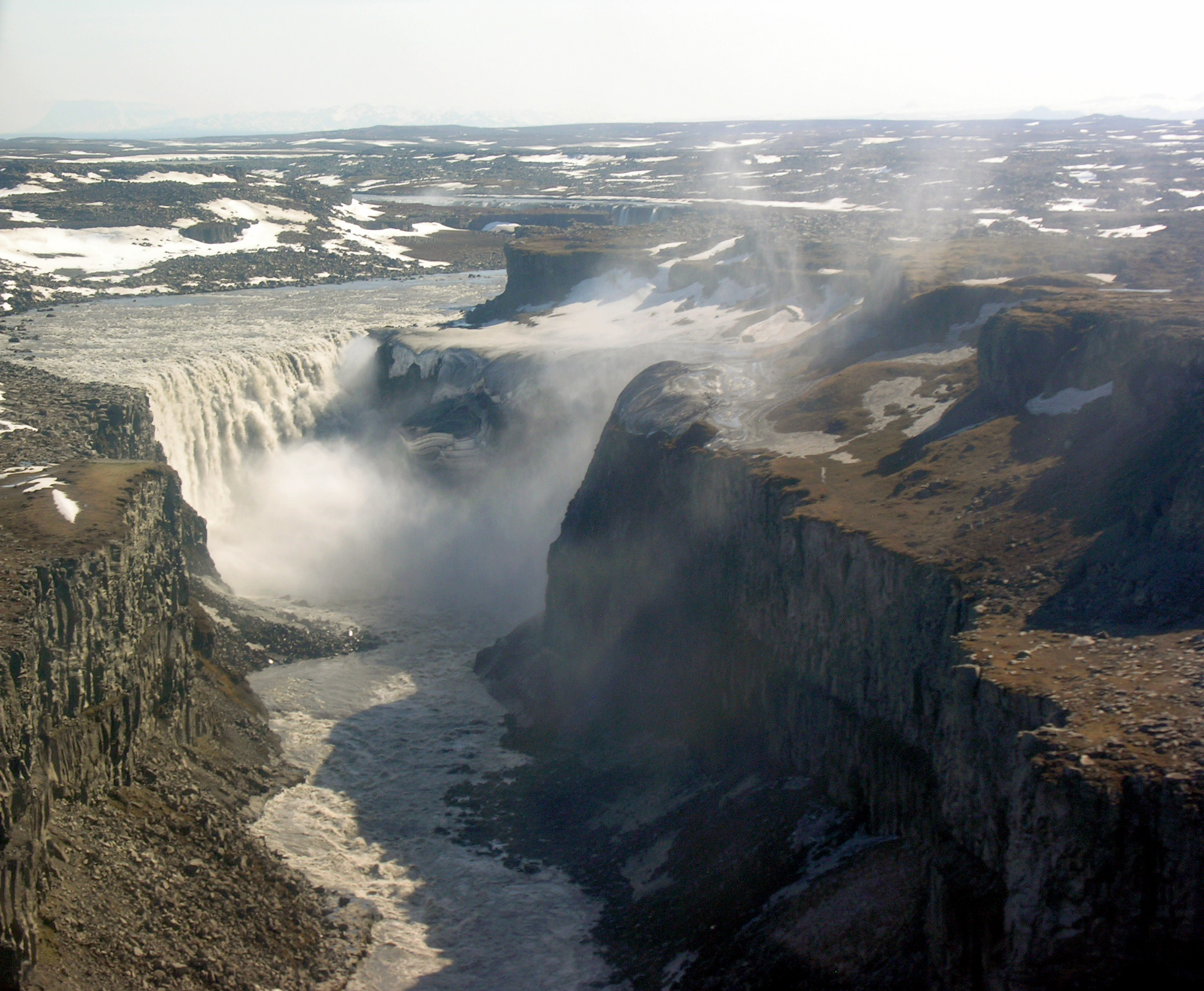
Dettifoss, maj 2008.